# Рајић (Новска)
Рајић је насељено место у саставу града Новске, у западној Славонији, Република Хрватска.

## Географија
Рајић се налази источно од Новске на путу према Окучанима. Суседна насеља су Рожданик на западу, Рајчићи на северу те Боровац на истоку.

## Историја
Пре распада Југославије и грађанског рата 1990-их, место је важило за једно од богатијих села у крају. Рајић се од распада Југославије до маја 1995. године налазио у Републици Српској Крајини.
У насељу се налази масовна гробница у коју је сахрањен један дио Срба из насеља Пакленица убијених током хрватске операције Бљесак маја 1995. године.

## Култура
У Горњем Рајићу се налази римокатоличка црква Св. Томе Апостола из 1776. године, а у Доњем Рајићу се налази православна парохијска црква Преображења Господњег из 1813. године, срушена у Другом светском рату, а обновљена 1985. године.

## Становништво
На попису становништва 2011. године, Рајић је имао 875 становника.

## Попис 1991.
На попису становништва 1991. године, насељено место Рајић је имало 1.424 становника, следећег националног састава:
| Попис 1991.‍   | Попис 1991.‍  | Попис 1991.‍ | Попис 1991.‍ | Попис 1991.‍ |
| ------------- | ------------ | ----------- | ----------- | ----------- |
|               |              |             |             |             |
| Срби          | Срби         |             | 805         | 56,53%      |
| Хрвати        | Хрвати       |             | 515         | 36,16%      |
| Југословени   | Југословени  |             | 45          | 3,16%       |
| Мађари        | Мађари       |             | 2           | 0,14%       |
| Украјинци     | Украјинци    |             | 2           | 0,14%       |
| Грци          | Грци         |             | 1           | 0,07%       |
| Јевреји       | Јевреји      |             | 1           | 0,07%       |
| неопредељени  | неопредељени |             | 26          | 1,82%       |
| непознато     | непознато    |             | 27          | 1,89%       |
| укупно: 1.424 |              |             |             |             |

| Демографија | Демографија | Демографија |
| Година      | Становника  | Становника  |
| ----------- | ----------- | ----------- |
| 1961.       | 1.879       |             |
| 1971.       | 1.703       |             |
| 1981.       | 1.555       |             |
| 1991.       | 1.424       |             |
| 2001.       | 969         |             |
| 2011.       |             | 875         |